# Lituanus
Lituanus è una rivista trimestrale in lingua inglese dedicata alla lingua lituana e a quelle baltiche, linguistica, scienze politiche, arte, storia, letteratura e argomenti correlati. Pubblicato dalla Lituanus Foundation Inc. senza scopo di lucro, ha una tiratura mondiale di circa 3 000 copie per numero. Il primo numero fu pubblicato nel 1954 a Chicago, in Illinois da una comunità di lituanoamericani. Molti dei numeri arretrati sono disponibili gratuitamente sul suo sito web. Il codice ISSN di riferimento è ISSN 0024-5089.
Lituanus viene presentato in forma riassunta in due servizi di abstract riconosciuti a livello internazionale: MLA (Modern Language Association) e IPSA (International Political Science Association). Negli ultimi cinquant'anni il suo editore più frequente è stato il professore (ora emerito) Antanas Klimas dell'Università di Rochester. La rivista ha pubblicato articoli, tra gli innumerevoli esempi che si possono citare, di Czesław Miłosz, Tomas Venclova, Vytautas Kavolis, Vincas Ramónas, Jurgis Baltrušaitis e Vytautas Landsbergis.